# Park Narodowy „Dilidżan”

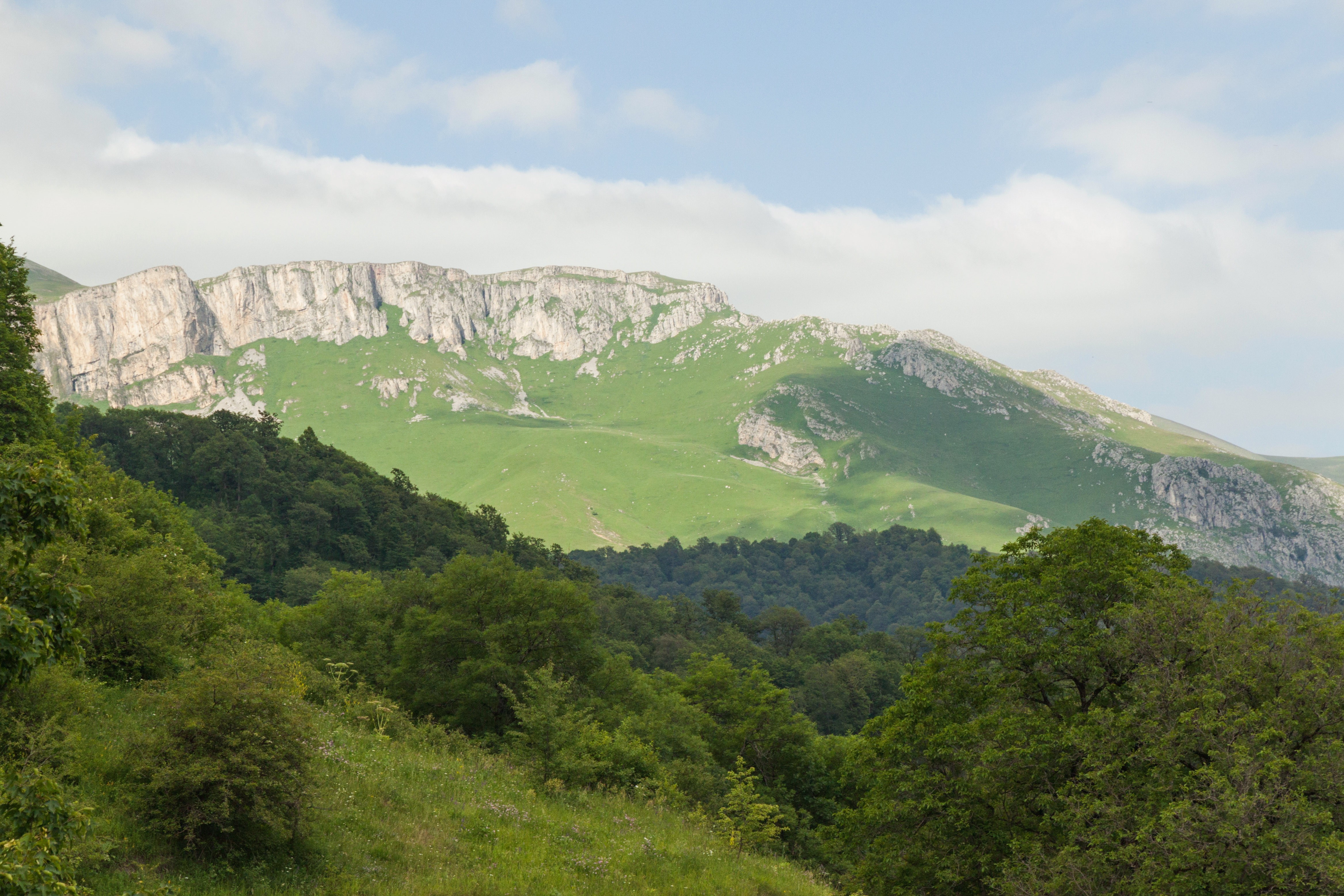
Widok z klasztoru Hagarcin

Park Narodowy „Dilidżan” (orm. Դիլիջան ազգային պարկ) – park narodowy w prowincji Tawusz w Armenii. Powstał on w 2002 roku, wcześniej, od 13 września 1958 roku istniał na tym obszarze rezerwat przyrody. Park ma status ochronny równy kategorii II w kategoryzacji IUCN. Zmiana statusu ochronnego obszaru (zmniejszenie restrykcji) spowodowane było istnieniem w granicach obszaru licznych miejscowości, szlaków komunikacyjnych i użytkowaniem ekonomicznym obszaru (park narodowy ma mniejsze rygory ochronne w prawie armeńskim niż rezerwat państwowy). Celem ochrony jest zachowanie walorów przyrodniczych lasów dębowych i bukowych, poza którymi park znany jest także z wód mineralnych i zabytków kultury materialnej.
W granicach parku znajdują się lesiste stoki pasm górskich Pambak, Areguni, Miapor, Iczewan i Halap między rzędnymi 1070 i 2300 m n.p.m. Powyżej tej rzędnej znajdują się łąki subalpejskie i alpejskie wyłączone z obszaru chronionego. Przez park przepływają liczne rzeki: Achstew i jej dopływy – Howadżur, Sztoghanadżur, Byldan, Hagharcin i Getik. Znajduje się tu kilka malowniczych, górskich jezior takich jak: Parz licz, Tyzyrka licz. 
W celu promocji ekoturystyki na terenie parku narodowego stworzono 11 pieszych szlaków turystycznych.

## Szata roślinna
Flora parku obejmuje 902 gatunki roślin naczyniowych, w tym 40 bardzo rzadkich i 29 wpisanych do ormiańskiej czerwonej księgi gatunków zagrożonych. Cechą charakterystyczną lasów znajdujących się na terenie parku są liczne dziko rosnące drzewa i krzewy owocowe.
Dominujące w parku lasy to mozaika płatów lasów dębowych i bukowych oraz w różnym stopniu mieszanych, wielogatunkowych, a nawet iglastych. Lasy bukowe z bukiem wschodnim Fagus orientalis porastają głównie stoki północne. Lasy z dębem bezszypułkowym Quercus petraea subsp. iberica dominują na stokach południowych. Dąb kaukaski Quercus macranthera dominuje w lasach wyżej położonych. Graby tworzą domieszkę w różnych lasach przy czym wyżej sięga grab pospolity Carpinus betulus (rośnie do 2000 m n.p.m.), a niżej grab wschodni Carpinus orientalis (do 1500 m n.p.m.). Liczne są w domieszkach gatunki z rodzajów: lipa Tilia, klon Acer i jesion Fraxinus, a także orzech włoski Juglans regia, różne gatunki śliw Prunus. W podszycie lub warstwie niskich drzew rosną tu także: Malus orientalis, dereń jadalny Cornus mas, nieszpułka zwyczajna Mespilus germanica, leszczyna pospolita Corylus avellana, grusza kaukaska Pyrus caucasica, różne gatunki porzeczek Ribes i głogów Crataegus. Rzadko, głównie w rejonie miasta Dilidżan występują lasy z sosnami Pinus.
Zachodnie, skaliste stoki gór Iczewan i zwłaszcza Abeghasar są siedliskiem szeregu rzadko spotykanych gatunków i endemitów kaukaskich takich jak: Hypericum armenum, Saxifraga juniperifolia Scorzonera rigida, Cephalaria media, Scabiosa columbaria, Jasminum fruticans. Za największą atrakcję naukową uchodzą lasy z cisem pospolitym Taxus baccata i Rhododendron caucasicum. 

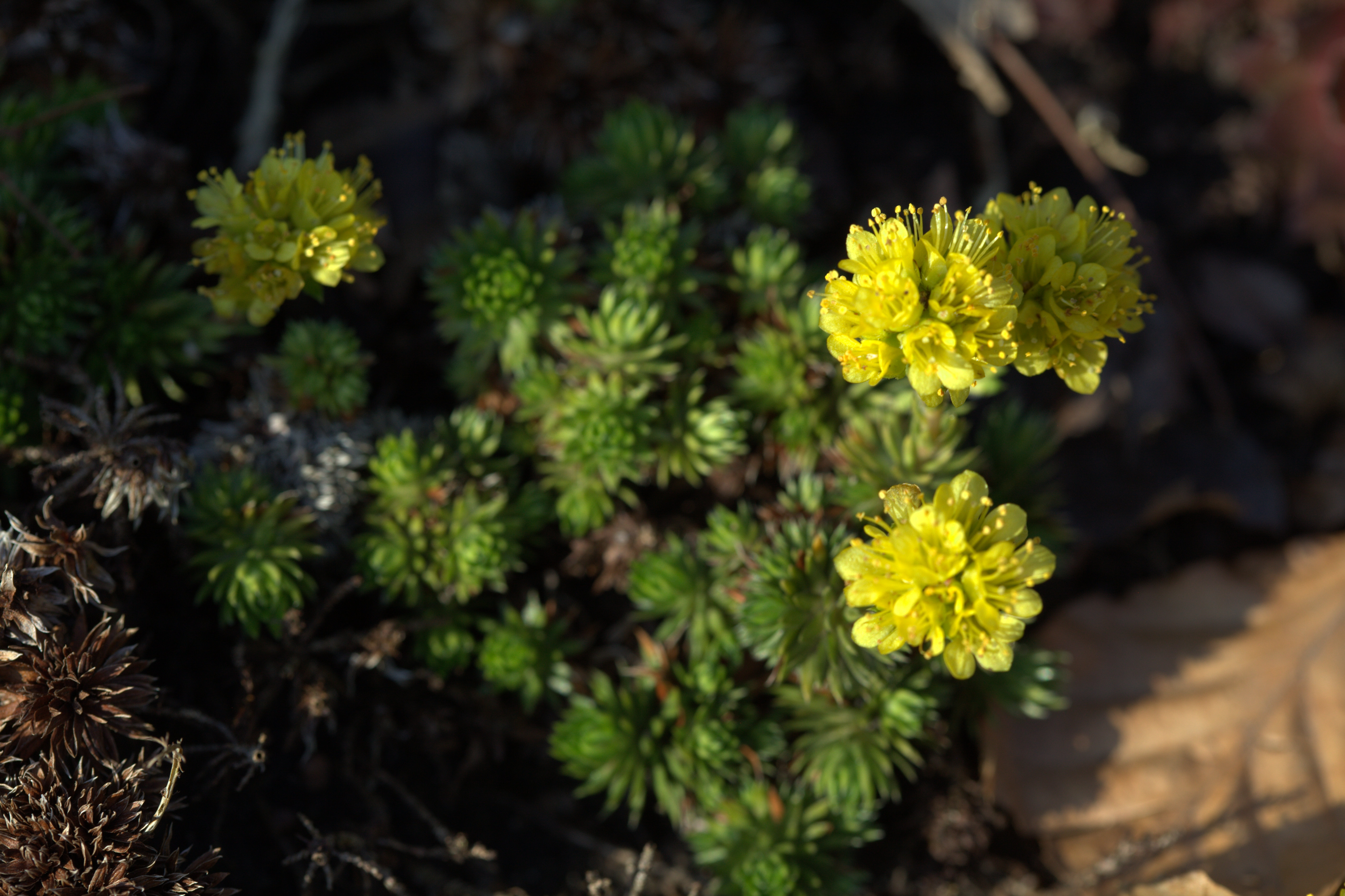
Saxifraga juniperifolia
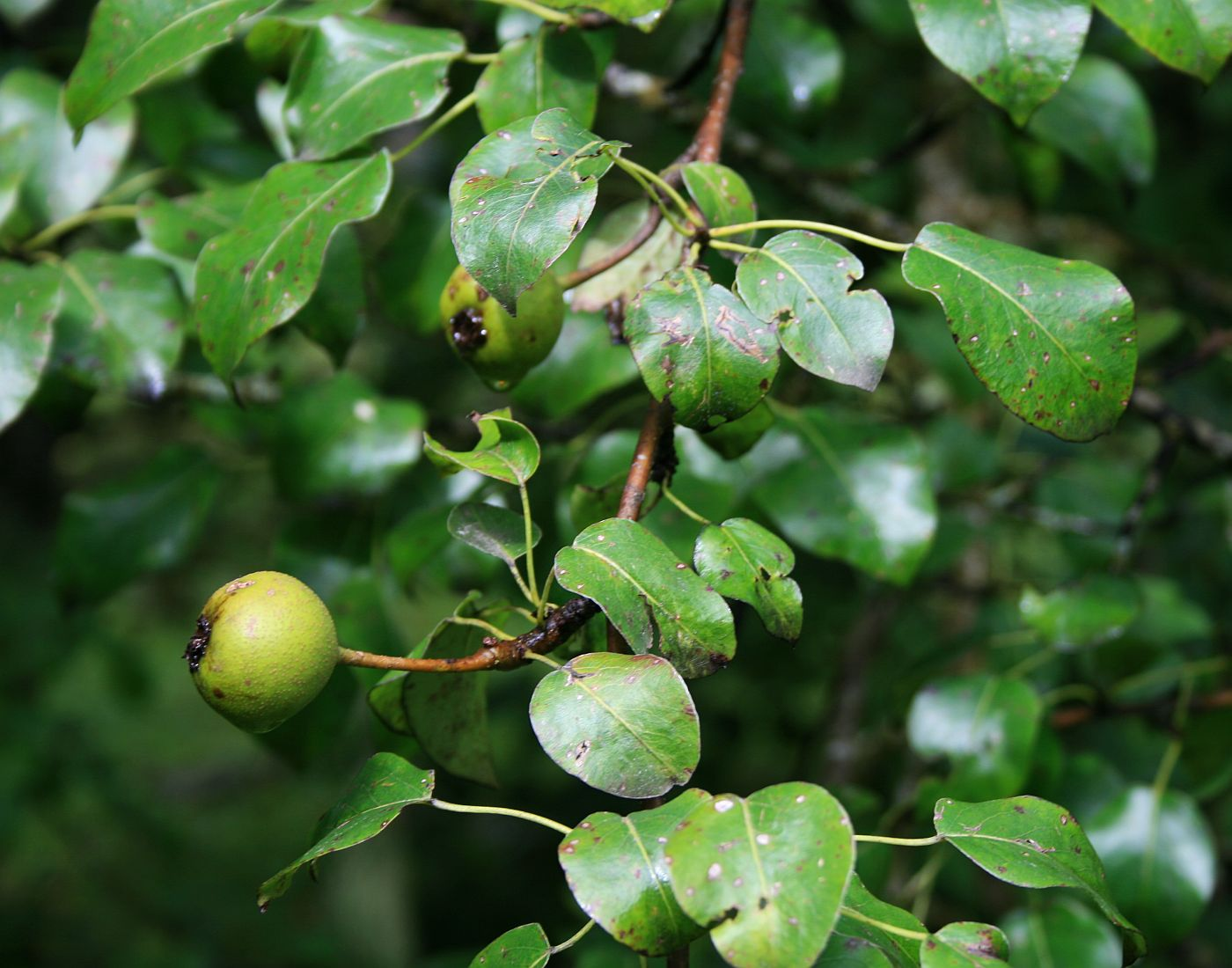
Pyrus caucasica
Rhododendron caucasicum